# ستيفن أكارد
ستيفن أكارد (بالإنجليزية: Stephen Akard)‏ دبلوماسي أمريكي، والمفتش العام لوزارة الخارجية الأمريكية منذ 15 مايو 2020، ومدير مكتب البعثات الأجنبية في الولايات المتحدة، وهو قسم تابع لوزارة الخارجية.

## النشأة والتعليم
أكارد من مواليد إنديانابوليس، إنديانا.
حصل على درجة البكالوريوس في الاقتصاد والفرنسية من جامعة إنديانا - جامعة بوردو إنديانابوليس.
حصل على شهادة في القانون من كلية الحقوق بجامعة إنديانا ماكيني.
حصل على ماجستير في إدارة الأعمال من كلية الأعمال بجامعة إنديانا.

## الحياة العملية
عُين أكارد كمدير لمكتب البعثات الأجنبية في 11 سبتمبر 2019 في عهد الرئيس دونالد ترامب وتولى المنصب في 16 سبتمبر.
في أكتوبر 2017، تم ترشيحه لمنصب المدير العام للخدمة الخارجية. في مارس 2018، سحب ترشيحه بعد أن أثار مسؤولو وزارة الخارجية والمشرعون اعتراضات على أن الدور يجب أن يتم من قبل دبلوماسي مهني أكثر خبرة وشخص أقل ارتباطًا سياسيًا بإدارة ترامب. 
اعتبارًا من يناير 2017، شغل منصب مستشار أول ورئيس هيئة الموظفين بالإنابة في مكتب وكيل الوزارة للنمو الاقتصادي والطاقة والبيئة.
في ظل إدارة جورج دبليو بوش، عمل كمساعد خاص لوزير الخارجية كولن باول في الأمانة التنفيذية، وكذلكشغل عدة مناصب في سفارات الولايات المتحدة المتعددة بين عامي 1997 و 2005.
خارج الحكومة الفيدرالية، شغل أكارد منصب رئيس الموظفين ونائب الرئيس والمستشار العام ومدير مؤسسة التنمية الاقتصادية في إنديانا.
شغل منصب كبير مستشاري الشؤون الخارجية للمحافظين ميتش دانيلز ومايك بنس وإريك هولكومب.
دَرّسَ القانون في إنديانابوليس وكان مدرسًا في كلية القانون بجامعة إنديانا مورير في بلومنغتون.
كان كاتبًا قانونيًا لجيمس إي نولاند في محكمة المقاطعة الأمريكية للمنطقة الجنوبية من إنديانا.